# Richard Glocker
Richard Glocker (* 21. September 1890 in Calw; † 21. Januar 1978 in Stuttgart) war ein deutscher Physiker und Gründungsdirektor des ehemaligen Röntgeninstituts an der TH Stuttgart.
Glocker studierte Physik in Berlin, Stuttgart und München und wurde 1914 bei Wilhelm Conrad Röntgen (als dessen letzter Doktorand) in München promoviert (Interferenz der Röntgenstrahlen und Kristallstruktur). Im Ersten Weltkrieg diente er in der Röntgenabteilung des Reservelazaretts in Stuttgart-Berg. Dabei erkannte er die Missstände in der Anwendung (Dosierung, Strahlenschutz, Messverfahren) und den technischen Standards bei Röntgenstrahlen und beschloss, mit anderen Röntgenexperten auf die Gründung eines Röntgeninstituts hinzuwirken und gründete 1919 in Stuttgart die Stiftung für Röntgentechnik. Glocker sammelte die erforderlichen Mittel für den Neubau eines Instituts bei der Industrie, Stiftungen und staatlichen Stellen und konnte 1922 die Einweihung feiern. 1925 wurde er ordentlicher Professor für Röntgenkunde in Stuttgart. 1944 wurde das Institut stark zerstört und nach dem Krieg wieder aufgebaut. Es arbeitete eng mit dem Max-Planck-Institut für Metallforschung zusammen und nannte sich ab den 1970er Jahren Institut für Strahlenforschung.
Am Institut wurde unter anderem mit wesentlicher Beteiligung von Glocker Pionierarbeit in der Werkstoffprüfung mit Röntgenstrahlen, aber auch in der medizinisch-biologischen Anwendung ionisierender Strahlung geleistet. Rudolf Berthold, der später die Werkstoffprüfung maßgeblich weiterentwickelte, war dort zu Beginn seiner Laufbahn angestellt.
Ihm zu Ehren verleiht die Deutsche Gesellschaft für Medizinische Physik die Glocker-Medaille.

## Schriften
- Materialprüfung mit Röntgenstrahlen – Unter besonderer Berücksichtigung der Röntgenmetallkunde, Springer, 5. Auflage 1971, ISBN 978-3-540-05107-7.